# Észak-Korea a 2008. évi nyári olimpiai játékokon
Észak-Korea a kínai Pekingben megrendezett 2008. évi nyári olimpiai játékok egyik részt vevő nemzete volt. Az országot az olimpián 12 sportágban 63 sportoló képviselte, akik összesen 6 érmet szereztek.
Észak- és Dél-Korea eredetileg egy összevont küldöttséggel kívánt szerepelni a játékokon, de a kivitelezésén nem tudtak megegyezni.

## Érmesek
| Érem  | Versenyző     | Sportág    | Versenyszám      |
| ----- | ------------- | ---------- | ---------------- |
| Arany | Pak Hjonszuk  | Súlyemelés | Női 63 kg        |
| Arany | Hong Undzsong | Torna      | Női ugrás        |
| Ezüst | An Gume       | Cselgáncs  | Női harmatsúly   |
| Bronz | Pak Csholmin  | Cselgáncs  | Férfi harmatsúly |
| Bronz | Von Ogim      | Cselgáncs  | Női váltósúly    |
| Bronz | O Dzsonge     | Súlyemelés | Női 58 kg        |

## Asztalitenisz
Férfi
| Versenyző      | Versenyszám | Selejtező                                                    | 64-es főtábla                                                  | 48-as főtábla                                                | 32-es főtábla                                    | Nyolcaddöntő      | Negyeddöntő       | Elődöntő          | Döntő             | Helyezés |
| Versenyző      | Versenyszám | Ellenfél Eredmény                                            | Ellenfél Eredmény                                              | Ellenfél Eredmény                                            | Ellenfél Eredmény                                | Ellenfél Eredmény | Ellenfél Eredmény | Ellenfél Eredmény | Ellenfél Eredmény | Helyezés |
| -------------- | ----------- | ------------------------------------------------------------ | -------------------------------------------------------------- | ------------------------------------------------------------ | ------------------------------------------------ | ----------------- | ----------------- | ----------------- | ----------------- | -------- |
| Csang Szongman | Egyes       | Marcelo Aguirre (PAR) · 11-7, 11-3, 11-8, 11-3               | Song Liu (ARG) · 11-9, 9-11, 5-11, 11-4, 11-9, 13-11           | Zhiwen He (ESP) · 11-9, 8-11, 9-11, 11-7, 12-10, 11-8        | Li Ching (HKG) · 4-11, 9-11, 8-11, 11-9, 8-11    | kiesett           | kiesett           | kiesett           | kiesett           | 17.      |
| Kim Hjokbong   | Egyes       | Ibráhím el-Haszan (KUW) · 11-7, 9-11, 6-11, 11-5, 11-9, 11-9 | Thiago Monteiro (BRA) · 11-6, 11-9, 11-6, 7-11, 11-5           | Chiang Peng-Lung (TPE) · 11-7, 8-11, 11-8, 7-11, 11-4, 12-10 | Timo Boll (GER) · 11-13, 3-11, 4-11, 12-10, 8-11 | kiesett           | kiesett           | kiesett           | kiesett           | 17.      |
| Ri Csholguk    | Egyes       |                                                              | Gárdos Róbert (AUT) · 11-6, 11-8, 11-9, 9-11, 1-11, 5-11, 9-11 | kiesett                                                      | kiesett                                          | kiesett           | kiesett           | kiesett           | kiesett           | 49.      |

Női
| Versenyző  | Versenyszám | Selejtező         | 64-es főtábla                                                      | 48-as főtábla                                       | 32-es főtábla                             | Nyolcaddöntő      | Negyeddöntő       | Elődöntő          | Döntő             | Helyezés |
| Versenyző  | Versenyszám | Ellenfél Eredmény | Ellenfél Eredmény                                                  | Ellenfél Eredmény                                   | Ellenfél Eredmény                         | Ellenfél Eredmény | Ellenfél Eredmény | Ellenfél Eredmény | Ellenfél Eredmény | Helyezés |
| ---------- | ----------- | ----------------- | ------------------------------------------------------------------ | --------------------------------------------------- | ----------------------------------------- | ----------------- | ----------------- | ----------------- | ----------------- | -------- |
| Kim Dzsong | Egyes       |                   | Fabiola Ramos (VEN) · 11-7, 11-7, 11-7, 11-7                       | Daniela Dodean (ROU) · 11-5, 11-7, 11-5, 5-11, 11-8 | Pak Mijong (KOR) · 7-11, 4-11, 8-11, 6-11 | kiesett           | kiesett           | kiesett           | kiesett           | 17.      |
| Kim Mijong | Egyes       |                   | Rūta Paškauskienė (LTU) · 5-11, 11-9, 11-3, 5-11, 5-11, 11-6, 5-11 | kiesett                                             | kiesett                                   | kiesett           | kiesett           | kiesett           | kiesett           | 49.      |

## Atlétika
Férfi
| Versenyző      | Versenyszám | Eredmény | Helyezés |
| -------------- | ----------- | -------- | -------- |
| Kim Ilnam      | Maraton     | 2:21:51  | 42.      |
| Pak Szongcshol | Maraton     | 2:21:16  | 40.      |
| Ri Gumszong    | Maraton     | 2:19:08  | 33.      |

Női
| Versenyző    | Versenyszám | Eredmény | Helyezés |
| ------------ | ----------- | -------- | -------- |
| Cso Bunhi    | Maraton     | 2:37:04  | 48.      |
| Csong Jongok | Maraton     | 2:34:52  | 36.      |
| Kim Gumok    | Maraton     | 2:30:01  | 12.      |

## Birkózás

### Férfi
Kötöttfogású
| Versenyző     | Versenyszám | Selejtező         | Nyolcaddöntő                       | Negyeddöntő       | Elődöntő          | Vigaszág első kör | Vigaszág elődöntő | Bronz- mérkőzés   | Döntő             | Helyezés |
| Versenyző     | Versenyszám | Ellenfél Eredmény | Ellenfél Eredmény                  | Ellenfél Eredmény | Ellenfél Eredmény | Ellenfél Eredmény | Ellenfél Eredmény | Ellenfél Eredmény | Ellenfél Eredmény | Helyezés |
| ------------- | ----------- | ----------------- | ---------------------------------- | ----------------- | ----------------- | ----------------- | ----------------- | ----------------- | ----------------- | -------- |
| Csha Gvangszu | 55 kg       |                   | Yagnier Hernández (CUB) · 0-8, 1-1 | kiesett           | kiesett           |                   |                   |                   |                   | 15.      |

Szabadfogású
| Versenyző       | Versenyszám | Selejtező         | Nyolcaddöntő                         | Negyeddöntő       | Elődöntő          | Vigaszág első kör | Vigaszág elődöntő | Bronz- mérkőzés   | Döntő             | Helyezés |
| Versenyző       | Versenyszám | Ellenfél Eredmény | Ellenfél Eredmény                    | Ellenfél Eredmény | Ellenfél Eredmény | Ellenfél Eredmény | Ellenfél Eredmény | Ellenfél Eredmény | Ellenfél Eredmény | Helyezés |
| --------------- | ----------- | ----------------- | ------------------------------------ | ----------------- | ----------------- | ----------------- | ----------------- | ----------------- | ----------------- | -------- |
| Jang Gjongil    | 55 kg       |                   | Namiq Sevdiyev (AZE) · 1-1, 1-3, 1-2 | kiesett           | kiesett           |                   |                   |                   |                   | 12.      |
| Jang Cshonszong | 66 kg       |                   | Albert Batirav (BLR) · 0-1, 3-5      | kiesett           | kiesett           |                   |                   |                   |                   | 15.      |

## Cselgáncs
Férfi
| Versenyző      | Versenyszám | Selejtező         | 32-es főtábla                          | Nyolcaddöntő                         | Negyeddöntő                       | Elődöntő                            | Vigaszág első kör | Vigaszág negyeddöntő               | Vigaszág elődöntő | Bronz- mérkőzés                   | Döntő             | Helyezés |
| Versenyző      | Versenyszám | Ellenfél Eredmény | Ellenfél Eredmény                      | Ellenfél Eredmény                    | Ellenfél Eredmény                 | Ellenfél Eredmény                   | Ellenfél Eredmény | Ellenfél Eredmény                  | Ellenfél Eredmény | Ellenfél Eredmény                 | Ellenfél Eredmény | Helyezés |
| -------------- | ----------- | ----------------- | -------------------------------------- | ------------------------------------ | --------------------------------- | ----------------------------------- | ----------------- | ---------------------------------- | ----------------- | --------------------------------- | ----------------- | -------- |
| Kim Gjongdzsin | Légsúly     |                   | Elie Norbert (MAD) · 1000-0000         | Hovhannesz Davtjan (ARM) · 0022-0000 | Ludwig Paischer (AUT) · 0000-0020 |                                     |                   | Craig Fallon (GBR) · 0001-0100     | kiesett           | kiesett                           |                   | 9.       |
| Pak Csholmin   | Harmatsúly  |                   | Guwanç Nurmuhammedow (TKM) · 1000-0000 | Giovanni Casale (ITA) · 0010-0001    | Pedro Dias (POR) · 0002-0000      | Benjamin Darbelet (FRA) · 0001-0201 |                   |                                    |                   | Mirali Sharipov (UZB) · 0100-0001 |                   |          |
| Kim Csholszu   | Könnyűsúly  |                   | Ronald Girones (CUB) · 1000-0001       | Davit Kevhisvili (GEO) · 0111-0110   | Elnur Məmmədli (AZE) · 0000-0200  |                                     |                   | Dirk Van Tichelt (BEL) · 0000-1011 | kiesett           | kiesett                           |                   | 9.       |

Női
| Versenyző   | Versenyszám | Selejtező                           | Nyolcaddöntő                       | Negyeddöntő                              | Elődöntő                           | Vigaszág első kör | Vigaszág negyeddöntő | Vigaszág elődöntő | Bronz- mérkőzés                 | Döntő                             | Helyezés |
| Versenyző   | Versenyszám | Ellenfél Eredmény                   | Ellenfél Eredmény                  | Ellenfél Eredmény                        | Ellenfél Eredmény                  | Ellenfél Eredmény | Ellenfél Eredmény    | Ellenfél Eredmény | Ellenfél Eredmény               | Ellenfél Eredmény                 | Helyezés |
| ----------- | ----------- | ----------------------------------- | ---------------------------------- | ---------------------------------------- | ---------------------------------- | ----------------- | -------------------- | ----------------- | ------------------------------- | --------------------------------- | -------- |
| Pak Okszong | Légsúly     |                                     | Ana Hormigo (POR) · 0100-0000      | Kelbet Nurgazina (KAZ) · 0011-0001       | Yanet Bermoy (CUB) · 0000-1021     |                   |                      |                   | Paula Pareto (ARG) · 0001-0100  |                                   | 5.       |
| An Gume     | Harmatsúly  | Yagnelys Mestre (CUB) · 0201-0000   | Flor Velázquez (VEN) · 0010-0001   | Solpan Kalijeva (KAZ) · 0200-0000        | Nakamura Miszato (JPN) · 0001-0000 |                   |                      |                   |                                 | Hszien Tung-mej (CHN) · 0001-0011 |          |
| Kje Szunhi  | Könnyűsúly  | Sabrina Filzmoser (AUT) · 1001-0001 | Barbara Harel (FRA) · 0010-0101    | kiesett                                  | kiesett                            |                   |                      |                   |                                 |                                   | 15.      |
| Von Ogim    | Váltósúly   |                                     | Daniela Krukower (ARG) · 0020-0010 | Elisabeth Willeboordse (NED) · 0200-0000 | Lucie Décosse (FRA) · 0000-0211    |                   |                      |                   | Claudia Heill (AUT) · 0110-0001 |                                   |          |

## Íjászat
Női
| Versenyző    | Versenyszám | Selejtező | Selejtező | 64-es főtábla                        | 32-es főtábla                           | Nyolcaddöntő                     | Negyeddöntő                         | Elődöntő                           | Döntő                                         | Helyezés |
| Versenyző    | Versenyszám | Pont      | Kiemelt   | Ellenfél Eredmény                    | Ellenfél Eredmény                       | Ellenfél Eredmény                | Ellenfél Eredmény                   | Ellenfél Eredmény                  | Ellenfél Eredmény                             | Helyezés |
| ------------ | ----------- | --------- | --------- | ------------------------------------ | --------------------------------------- | -------------------------------- | ----------------------------------- | ---------------------------------- | --------------------------------------------- | -------- |
| Kvon Unsil   | Egyéni      | 656       | 5.        | Nadzsme Ábtin (IRI) (60.) · 106-96   | Praníta Vardhineni (IND) (37.) · 106-99 | Aída Román (MEX) (12.) · 105-100 | Mariana Avitia (MEX) (20.) · 105-99 | Pak Szonghjon (KOR) (1.) · 106-109 | Bronzmérkőzés · Jun Okhi (KOR) (2.) · 106-109 | 4.       |
| Szon Hjejong | Egyéni      | 618       | 45.       | Mariana Avitia (MEX) (20.) · 107-112 | kiesett                                 | kiesett                          | kiesett                             | kiesett                            | kiesett                                       | 34.*     |

* - két másik versenyzővel azonos eredményt ért el

## Labdarúgás

### Női
| #             | Név              | Klub      | Születési idő                    | Mérkőzésszám | Gól     | Sárga lap | sárga lap · 2. sárga lap · kiállítva | kiállítva |
| Kapusok       | Kapusok          | Kapusok   | Kapusok                          | Kapusok      | Kapusok | Kapusok   | Kapusok                              | Kapusok   |
| ------------- | ---------------- | --------- | -------------------------------- | ------------ | ------- | --------- | ------------------------------------ | --------- |
| 1             | Cson Mjonghi     | Rimyongsu | 1986. augusztus 7. (21 évesen)   | 3            | 0       | 1         | 0                                    | 0         |
| 18            | Han Hjejong      | Pyongyang | 1985. március 4. (23 évesen)     | 0            | 0       | 0         | 0                                    | 0         |
| Védők         |                  |           |                                  |              |         |           |                                      |           |
| 3             | Om Dzsongnan     | April 25  | 1985. október 10. (22 évesen)    | 3            | 0       | 0         | 0                                    | 0         |
| 4             | Csang Jongok     | April 25  | 1982. szeptember 17. (25 évesen) | 0            | 0       | 0         | 0                                    | 0         |
| 5             | Szong Dzsongszun | Amrokgang | 1981. március 11. (27 évesen)    | 3            | 0       | 0         | 0                                    | 0         |
| 12            | Ri Unhjang       | Amrokgang | 1988. május 15. (20 évesen)      | 0            | 0       | 0         | 0                                    | 0         |
| 13            | Ju Dzsonghi      | April 25  | 1986. március 21. (22 évesen)    | 0            | 0       | 0         | 0                                    | 0         |
| 14            | Csang Irok       | April 25  | 1986. október 10. (21 évesen)    | 0            | 0       | 0         | 0                                    | 0         |
| 15            | Szonu Gjongszun  | April 25  | 1983. szeptember 28. (24 évesen) | 3            | 0       | 1         | 0                                    | 0         |
| 16            | Kong Hjeok       | April 25  | 1983. július 19. (25 évesen)     | 3            | 0       | 0         | 0                                    | 0         |
| Középpályások |                  |           |                                  |              |         |           |                                      |           |
| 2             | Kim Gjonghva     | April 25  | 1986. március 28. (22 évesen)    | 3            | 1       | 1         | 0                                    | 0         |
| 7             | Ho Szunhi        | Amrokgang | 1980. március 5. (28 évesen)     | (3)          | 0       | 0         | 0                                    | 0         |
| 9             | Ri Unszuk        | April 25  | 1986. január 1. (22 évesen)      | 3            | 0       | 0         | 0                                    | 0         |
| 11            | Ri Ungjong       | Wolmido   | 1980. november 19. (27 évesen)   | 3            | 0       | 1         | 0                                    | 0         |
| Csatárok      |                  |           |                                  |              |         |           |                                      |           |
| 6             | Kim Oksim        | Rimyongsu | 1987. július 2. (21 évesen)      | (3)          | 0       | 0         | 0                                    | 0         |
| 8             | Kil Szonhi       | Rimyongsu | 1986. március 7. (22 évesen)     | 3            | 0       | 1         | 0                                    | 0         |
| 10            | Ri Gumszuk       | April 25  | 1978. augusztus 16. (29 évesen)  | 3            | 1       | 0         | 0                                    | 0         |
| 17            | Kim Jonge        | April 25  | 1983. március 7. (25 évesen)     | 3            | 0       | 0         | 0                                    | 0         |
| Edző          |                  |           |                                  |              |         |           |                                      |           |
|               | Kim Gvangmin     |           | 1962. augusztus 16. (45 évesen)  |              |         |           |                                      |           |

- Kor: 2008. augusztus 6-i kora

#### Eredmények
F csoport
| Nemzet            | M | Gy | D | V | G+ | G- | Gk | P |
| ----------------- | - | -- | - | - | -- | -- | -- | - |
| Brazília (BRA)    | 3 | 2  | 1 | 0 | 5  | 2  | +3 | 7 |
| Németország (GER) | 3 | 2  | 1 | 0 | 2  | 0  | +2 | 7 |
| Észak-Korea (PRK) | 3 | 1  | 0 | 2 | 2  | 3  | –1 | 3 |
| Nigéria (NGR)     | 3 | 0  | 0 | 3 | 1  | 5  | –4 | 0 |

| 2008. augusztus 6. 19:45 |

| Észak-Korea (PRK) | 1–0               | Nigéria (NGR) |
| ----------------- | ----------------- | ------------- |
| Kim Gjonghva 27'  | (1–0) Jegyzőkönyv |               |

| Senjangi Olimpiai Stadion, Senjang Nézőszám: 24 084 Játékvezető: Shane de Silva (Trinidad és Tobagó-i) |

| 2008. augusztus 9. 19:45 |

| Brazília (BRA)        | 2–1               | Észak-Korea (PRK) |
| --------------------- | ----------------- | ----------------- |
| Daniela 14' Marta 22' | (2–0) Jegyzőkönyv | I Gumszuk 90+3'   |

| Senjangi Olimpiai Stadion, Senjang Nézőszám: 19 616 Játékvezető: Huijun Niu (kínai) |

| 2008. augusztus 12. 17:00 |

| Észak-Korea (PRK) | 0–1               | Németország (GER) |
| ----------------- | ----------------- | ----------------- |
|                   | (0–0) Jegyzőkönyv | Mittag 86'        |

| Tiencsini Olimpiai Stadion, Tiencsin Nézőszám: 12 387 Játékvezető: Dianne Ferreira-James (guyanai) |

| Csapat            | Helyezés |
| ----------------- | -------- |
| Észak-Korea (PRK) | 9.       |

## Műugrás
Férfi
| Versenyző    | Versenyszám    | Selejtező | Selejtező | Elődöntő | Elődöntő | Döntő   | Döntő    |
| Versenyző    | Versenyszám    | Pont      | Helyezés  | Pont     | Helyezés | Pont    | Helyezés |
| ------------ | -------------- | --------- | --------- | -------- | -------- | ------- | -------- |
| Kim Cshonman | Egyéni műugrás | 328,85    | 30.       | kiesett  | kiesett  | kiesett | kiesett  |

Női
| Versenyző              | Versenyszám          | Selejtező | Selejtező | Elődöntő | Elődöntő | Döntő   | Döntő    |
| Versenyző              | Versenyszám          | Pont      | Helyezés  | Pont     | Helyezés | Pont    | Helyezés |
| ---------------------- | -------------------- | --------- | --------- | -------- | -------- | ------- | -------- |
| Kim Dzsinok            | Egyéni műugrás       | 291,90    | 18.       | 259,40   | 17.      | kiesett | kiesett  |
| Kim Unhjang            | Egyéni műugrás       | 316,20    | 13.       | 267,00   | 16.      | kiesett | kiesett  |
| Cshö Gumhi Kim Unhjang | Szinkron toronyugrás |           |           |          |          | 308,10  | 6.       |

## Ökölvívás
| Versenyző    | Versenyszám | Selejtező               | Nyolcaddöntő      | Negyeddöntő       | Elődöntő          | Döntő             | Helyezés |
| Versenyző    | Versenyszám | Ellenfél Eredmény       | Ellenfél Eredmény | Ellenfél Eredmény | Ellenfél Eredmény | Ellenfél Eredmény | Helyezés |
| ------------ | ----------- | ----------------------- | ----------------- | ----------------- | ----------------- | ----------------- | -------- |
| Kim Szongguk | Könnyűsúly  | Daouda Sow (FRA) · 3-13 | kiesett           | kiesett           | kiesett           | kiesett           | 17.      |

## Sportlövészet
Férfi
| Versenyző     | Versenyszám    | Selejtező | Selejtező | Döntő    | Döntő    |
| Versenyző     | Versenyszám    | Pont      | Helyezés  | Pont     | Helyezés |
| ------------- | -------------- | --------- | --------- | -------- | -------- |
| Kim Dzsongszu | Légpisztoly    | kizárták  | kizárták  | kizárták | kizárták |
| Kim Dzsongszu | Szabadpisztoly | kizárták  | kizárták  | kizárták | kizárták |
| Kvon Donghjok | Légpisztoly    | 575       | 25.       | kiesett  | kiesett  |
| Rju Mjonghong | Szabadpisztoly | 551       | 26.       | kiesett  | kiesett  |

Női
| Versenyző    | Versenyszám   | Selejtező | Selejtező | Döntő   | Döntő    |
| Versenyző    | Versenyszám   | Pont      | Helyezés  | Pont    | Helyezés |
| ------------ | ------------- | --------- | --------- | ------- | -------- |
| Cso Jongszuk | Légpisztoly   | 382       | 15.       | kiesett | kiesett  |
| Cso Jongszuk | Sportpisztoly | 584       | 4.        | 783,4   | 6.       |
| Pak Jonghi   | Trap          | 56        | 18.       | kiesett | kiesett  |
| Pak Csongnan | Skeet         | 66        | 9.        | kiesett | kiesett  |

## Súlyemelés
Férfi
| Versenyző      | Versenyszám | Szakítás                 | Szakítás                 | Lökés                    | Lökés                    | Összesen | Helyezés |
| Versenyző      | Versenyszám | Eredmény                 | Helyezés                 | Eredmény                 | Helyezés                 | Összesen | Helyezés |
| -------------- | ----------- | ------------------------ | ------------------------ | ------------------------ | ------------------------ | -------- | -------- |
| Csha Gumcshol  | 56 kg       | 128,0                    | 4.*                      | 155,0                    | 5.                       | 283,0    | 5.       |
| Ri Gjongszok   | 56 kg       | érvényes kísérlet nélkül | érvényes kísérlet nélkül | kiesett                  | kiesett                  | kiesett  | kiesett  |
| Im Jongszu     | 62 kg       | 138,0                    | 3.*                      | érvényes kísérlet nélkül | érvényes kísérlet nélkül | kiesett  | kiesett  |
| Kim Csholdzsin | 69 kg       | 146,0                    | 8.*                      | 180,0                    | 6.                       | 326,0    | 6.       |

Női
| Versenyző    | Versenyszám | Szakítás                 | Szakítás                 | Lökés    | Lökés    | Összesen | Helyezés |
| Versenyző    | Versenyszám | Eredmény                 | Helyezés                 | Eredmény | Helyezés | Összesen | Helyezés |
| ------------ | ----------- | ------------------------ | ------------------------ | -------- | -------- | -------- | -------- |
| O Dzsonge    | 58 kg       | 95,0                     | 6.*                      | 131,0    | 3.       | 226,0    |          |
| Pak Hjonszuk | 63 kg       | 106,0                    | 2.                       | 135,0    | 1.       | 241,0    |          |
| Hong Jongok  | 69 kg       | érvényes kísérlet nélkül | érvényes kísérlet nélkül | kiesett  | kiesett  | kiesett  | kiesett  |

* - egy másik versenyzővel azonos eredményt ért el

## Szinkronúszás
| Versenyző               | Versenyszám | Technikai gyakorlat | Technikai gyakorlat | Selejtező        | Selejtező        | Selejtező  | Selejtező  | Döntő            | Döntő            | Döntő      | Döntő      | Helyezés |
| Versenyző               | Versenyszám | Technikai gyakorlat | Technikai gyakorlat | Szabad gyakorlat | Szabad gyakorlat | Összesítés | Összesítés | Szabad gyakorlat | Szabad gyakorlat | Összesítés | Összesítés | Helyezés |
| Versenyző               | Versenyszám | Pont                | Hely.               | Pont             | Hely.            | Pont       | Hely.      | Pont             | Hely.            | Pont       | Hely.      | Helyezés |
| ----------------------- | ----------- | ------------------- | ------------------- | ---------------- | ---------------- | ---------- | ---------- | ---------------- | ---------------- | ---------- | ---------- | -------- |
| Kim Jongmi Vang Okgjong | Páros       | 42,917              | 16.                 | 43,584           | 15.              | 86,501     | 16.        | kiesett          | kiesett          | kiesett    | kiesett    | 16.      |

## Torna
Női
| Versenyző     | Versenyszám      | Selejtező | Selejtező | Döntő    | Döntő    |
| Versenyző     | Versenyszám      | Pontszám  | Helyezés  | Pontszám | Helyezés |
| ------------- | ---------------- | --------- | --------- | -------- | -------- |
| Csha Jonghva  | Ugrás            | 13,750    | =74.      | kiesett  | kiesett  |
| Csha Jonghva  | Felemás korlát   | 15,175    | 12.       | kiesett  | kiesett  |
| Csha Jonghva  | Egyéni összetett | 28,925    | 86.       | kiesett  | kiesett  |
| Hong Undzsong | Talaj            | 13,850    | 58.       | kiesett  | kiesett  |
| Hong Undzsong | Ugrás            | 15,725    | 2.        | 15,650   |          |
| Hong Undzsong | Felemás korlát   | 14,100    | 57.       | kiesett  | kiesett  |
| Hong Undzsong | Gerenda          | 12,825    | 78.       | kiesett  | kiesett  |
| Hong Undzsong | Egyéni összetett | 56,425    | 41.       | kiesett  | kiesett  |